# Wumo
Wumo (tidigare Wulffmorgenthaler) är en återkommande skämtteckning i strippserieformat – enruting – skapad 2003 av den danska skribenten Mikael Wulff och tecknaren Anders Morgenthaler (även verksamma som komikerpar på TV). Namnet på serien är ett slags teleskopord, bildat från parets efternamn.

## Historia
Enrutingen skapades ursprungligen som webbserie på Danmarks Radios webbplats och har därefter synts i Politiken, samt även lanserats i nordamerikansk dagspress. Duons enrutingar har även synts i tidskriften Kaskelot. Wulffs och Morgenthalers enrutingar har tryckts i bokform, med titlar som Friske Fyre en sjov bog, Studiehåndbogen top 1000, Far mor och Teenager laver mad.
2013 lanserades enrutingen Wumo i 71 nordamerikanska dagstidningar. Den har i Sverige bland annat synts i Aftonbladet, gratistidningen Punkt se och serietidningen Pondus. 2012 gav Kartago Förlag ut samlingsboken Polarstrutsen och andra fenomen.

## Innehåll
Wumo kännetecknas av en grovkornig humor. Man sparar inte på mängden kroppsvätskor i bilderna, vilket kan få det hela att framstå som vulgärt. Humorn har liknats vid en mer extrem variant av den från Gary Larsons enrutingar, och i likhet med dessa är olika sorters djur vanligt förekommande.
De båda återkommande figurerna "Dolph" (en flodhäst) och "Tukandrengen" (en korsning mellan 28 procent tukan och resten människa; på svenska ofta översatt som "the Tucan kid") har även använts i andra medier. Wulffmorgenthaler är/var även ett humorprogram på dansk TV, med duon Wulff och Morgenthaler som programledare och presenterad som en satirisk variant på äldre barn-TV-program.
Webbplatsen hävdar att Wumo är en daglig publikation, trots att serien ibland kan bli några dagar försenad, i vilket fall dagspresserierna laddas upp retroaktivt. Serien utmärker sig genom sina klara färger som liknar animationer, sina ironiska sätt att fånga vardagen, sina precisa illustrationer och att den ofta tar upp kontroversiella ämnen och lutar gärna åt det ekivoka, sorgliga och dystra. 
Återkommande teman i serien är the Tucan kid (en pojke som är en blandning av människa och fågel), Fucked-up Crazy-Ass Weirdo Beaver, antihjälten Werner, olika former av Nintendo Wii och pandor som gör onda saker. 